# Australian Film Critics Association
Pour les articles homonymes, voir AFCA (homonymie).
 (janvier 2021).
Si vous disposez d'ouvrages ou d'articles de référence ou si vous connaissez des sites web de qualité traitant du thème abordé ici, merci de compléter l'article en donnant les références utiles à sa vérifiabilité et en les liant à la section « Notes et références ».
L'Australian Film Critics Association  (ACFA) est une association australienne de critiques de cinéma fondée en 1996.
Elle remet chaque année depuis 2007 les Australian Film Critics Association Awards (AFCA Awards).

## Catégories de récompense

### AFCA Film Awards
- Meilleur film
- Meilleur réalisateur
- Meilleur acteur
- Meilleure actrice
- Meilleur acteur dans un second rôle
- Meilleure actrice dans un second rôle
- Meilleur scénario
- Meilleure photographie
- Meilleur montage
- Meilleurs décors
- Meilleure musique de film
- Meilleur film étranger en anglais
- Meilleur film en langue étrangère
- Meilleur film documentaire

### AFCA Writings Awards
- Ivan Hutchinson Award du meilleur article sur le cinéma australien
- Meilleur article sur le cinéma non-australien
- Meilleure critique de film australien
- Meilleure critique de film non-australien